# Andréi Kolmogórov
Andréi Nikoláyevich Kolmogórov (en ruso: Андре́й Никола́евич Колмого́ров; Tambov, 25 de abril de 1903-Moscú, 20 de octubre de 1987) fue un matemático ruso que realizó aportes de primera línea en los contenidos de teoría de la probabilidad y de topología. Estructuró el sistema axiomático de la teoría de la probabilidad, utilizando el lenguaje teoría de conjuntos, donde los elementos son eventos. Trabajó en lógica constructivista; en las series de Fourier; en turbulencias y mecánica clásica. Fundó la teoría de la complejidad algorítmica. En 1929, bajo la supervisión del matemático Nikolái Luzin, alcanzó el doctorado en la Universidad Estatal de Moscú.

## Biografía

### Primeros años
Su madre, María Yákovlevna Kolmogórova, murió en el parto y su padre, el agrónomo Nikolái Matvéyevich Katáyev, lo abandonó primero y luego pereció en 1919, en plena guerra civil rusa, durante la ofensiva del general blanco Antón Denikin. Fue adoptado por Vera Yákovlevna Kolmogórova, la hermana de su madre, en la hacienda de su abuelo Yákov Stepánovich Kolmogórov, un noble rico, en Tunoshna, cerca de Yaroslavl.
En la escuela de ese pueblo, sus primeros esfuerzos literarios y trabajos matemáticos fueron impresos en el periódico escolar. En su adolescencia, al diseñar máquinas de movimiento perpetuo, ocultó sus (necesarios) defectos con tanta inteligencia que sus profesores de secundaria no pudieron descubrirlos.[cita requerida]
Andrey Kolmogorov fue educado en la escuela del pueblo de su tía Vera, y sus primeros esfuerzos literarios y trabajos matemáticos se publicaron en la revista escolar "La Golondrina de Primavera". Andrey (a la edad de cinco años) era el "editor" de la sección matemática de esta revista. El primer descubrimiento matemático de Kolmogorov se publicó en esta revista: a los cinco años se dio cuenta de la regularidad en la suma de las series de números impares: {\displaystyle 1=1^{2};1+3=2^{2};1+3+5=3^{2},} etc.
En 1910, su tía lo adoptó y se trasladaron a Moscú, donde se graduó en 1920. Ese mismo año, Kolmogorov comenzó a estudiar en la Universidad Estatal de Moscú y, al mismo tiempo, en la Instituto Mendeleiev de Química y Tecnología de Moscú. Kolmogorov escribe sobre esta época: "Llegué a la Universidad de Moscú con un buen conocimiento de las matemáticas. Conocía en particular los principios de la teoría de conjuntos. Estudié muchas cuestiones de los artículos del Enciclopedia de Brockhaus y Efron, completando por mí mismo lo que se presentaba de forma demasiado concisa en estos artículos. "
En 1920, comenzó a estudiar en la Universidad Estatal de Moscú y en el Instituto Tecnológico de Química. Allí se ganó una gran reputación por su erudición. Participó en los seminarios del historiador Serguéi Bajrushin y escribió su primer trabajo de investigación sobre las prácticas de tenencia de la tierra en la República de Nóvgorod en los siglos XV y XVI. Al mismo tiempo (1921-1922), obtuvo sus primeros resultados en la teoría de conjuntos y en la teoría de series de Fourier (series trigonométricas).

### Madurez
En 1922, publicó sus primeros resultados en la teoría de conjuntos y un año más tarde, construyó una serie de Fourier que diverge en casi todas partes, obtuvo notable reconocimiento internacional. En ese tiempo, decidió dedicar su vida a la matemática y publicó ocho trabajos sobre la teoría de la integración, análisis de Fourier y la teoría de probabilidad.
En 1929 obtuvo su título de Doctor en Física y Matemáticas, Ph.D., de la Universidad Estatal de Moscú. Desde ese año, y hasta la muerte del también matemático Pável Aleksándrov, fue su pareja. Juntos participaron en 1936 en la persecución política del maestro de ambos, en el llamado caso Luzin, junto con Aleksandr Jinchin y Serguéi Sóbolev.
En 1930, Kolmogórov hizo su primer viaje largo al extranjero, a Gotinga y Múnich, y después a París. Su trabajo pionero sobre los métodos de análisis de la Teoría de la Probabilidad se publicó en alemán en 1931, año en que se convirtió en profesor de la Universidad Estatal de Moscú.
En 1933, Kolmogórov publicó el libro Los fundamentos de la Teoría de la Probabilidad, en el que establece las bases modernas de la teoría axiomática de la probabilidad y gracias al cual adquirió reputación como uno de los mayores expertos del mundo.
Durante la Gran Purga de 1936, el asesor doctoral de Kolmogorov Nikolai Luzin se convirtió en un objetivo de alto perfil del régimen de Stalin en lo que ahora se conoce como el "Caso Luzin". Kolmogorov y varios otros estudiantes de Luzin testificaron contra Luzin, acusándole de plagio, nepotismo y otras formas de mala conducta; las audiencias concluyeron finalmente que era un servidor de la "ciencia fascistoide" y, por tanto, un enemigo del pueblo soviético. Luzin perdió sus cargos académicos, pero curiosamente no fue arrestado ni expulsado de la Academia de Ciencias de la Unión Soviética. La cuestión de si Kolmogorov y otros fueron coaccionados para testificar contra su profesor sigue siendo un tema de considerable especulación entre los historiadores; todas las partes implicadas se negaron a hablar públicamente del caso durante el resto de sus vidas. El matemático soviético-ruso Semën Samsonovich Kutateladze concluyó en 2013, tras revisar documentos de archivo disponibles durante la década de 1990 y otros testimonios supervivientes, que los estudiantes de Luzin habían iniciado las acusaciones contra Luzin por acritud personal; no había pruebas definitivas de que los estudiantes hubieran sido coaccionados por el Estado, ni pruebas definitivas que apoyaran sus acusaciones de mala conducta académica.  El historiador soviético de matemáticas A.P. Yushkevich conjeturó que, a diferencia de muchas otras persecuciones de alto perfil de la época, Stalin no inició personalmente la persecución de Luzin y, en su lugar, llegó a la conclusión de que no era una amenaza para el régimen, lo que explicaría el castigo inusualmente leve en relación con otros contemporáneos. 
En un artículo de 1938, Kolmogorov "estableció los teoremas básicos para suavizar y predecir procesos estocásticos estacionarios", un artículo que tuvo importantes aplicaciones militares durante la Guerra Fría. En 1939, fue elegido miembro de pleno derecho (académico) de la Academia de Ciencias de la URSS.
Durante la Segunda Guerra Mundial Kolmogorov contribuyó al esfuerzo bélico soviético aplicando la teoría estadística al fuego de artillería, desarrollando un esquema de distribución estocástica de globos de barrera destinados a ayudar a proteger Moscú de los bombarderos alemanes durante la Batalla de Moscú. 
En 1939, fue elegido miembro de número de la Academia Rusa de Ciencias. En un documento del 1938, publicó "establecido los teoremas básicos de alisado y de la predicción de procesos estocásticos estacionarios" —un documento que tendría importantes aplicaciones militares durante la Guerra Fría por venir—.

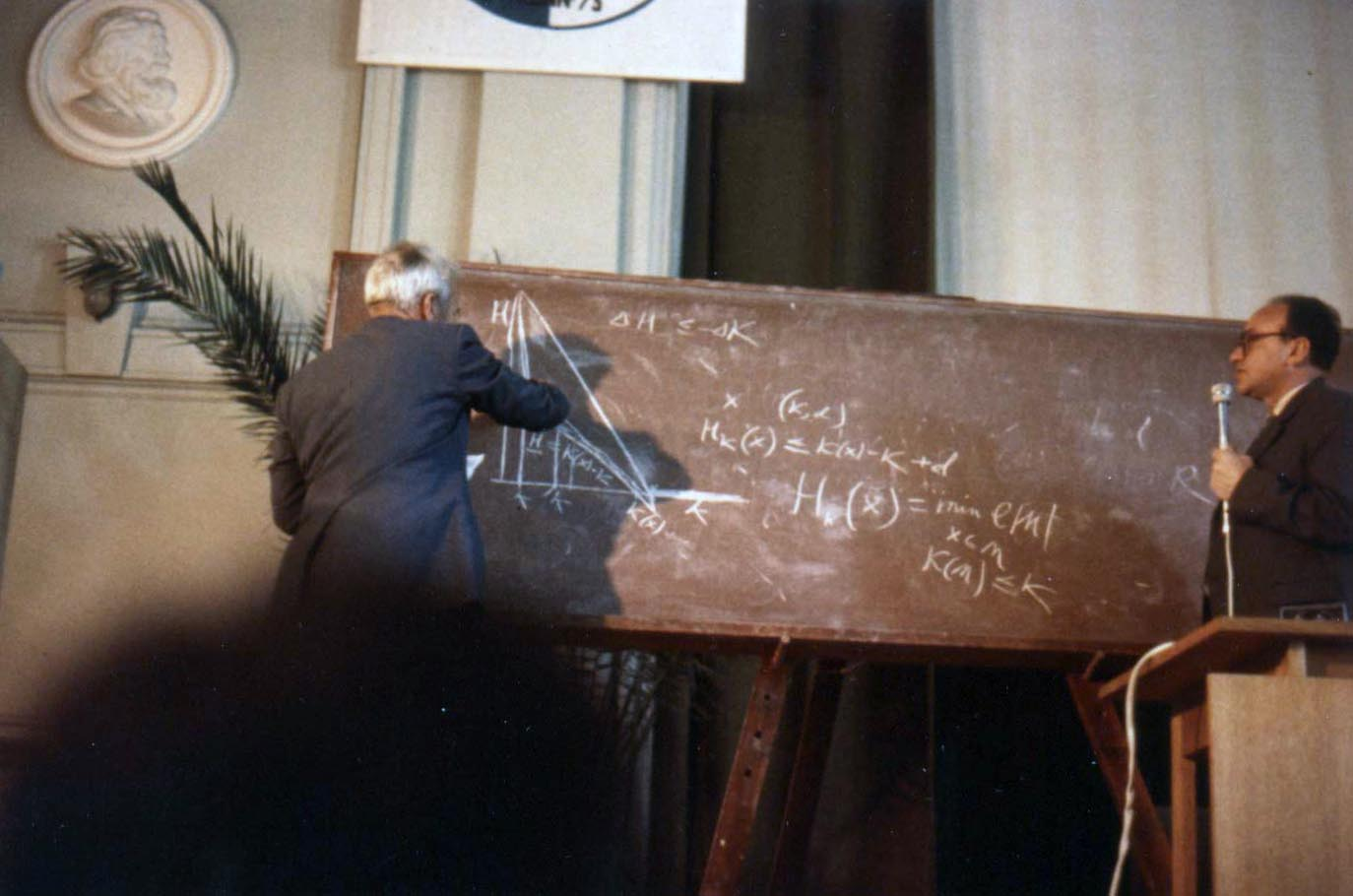
Kolmogórov (izda.) trabaja en su charla (Tallin, RSS de Estonia, 1973). A la derecha, Isaak Yaglom.

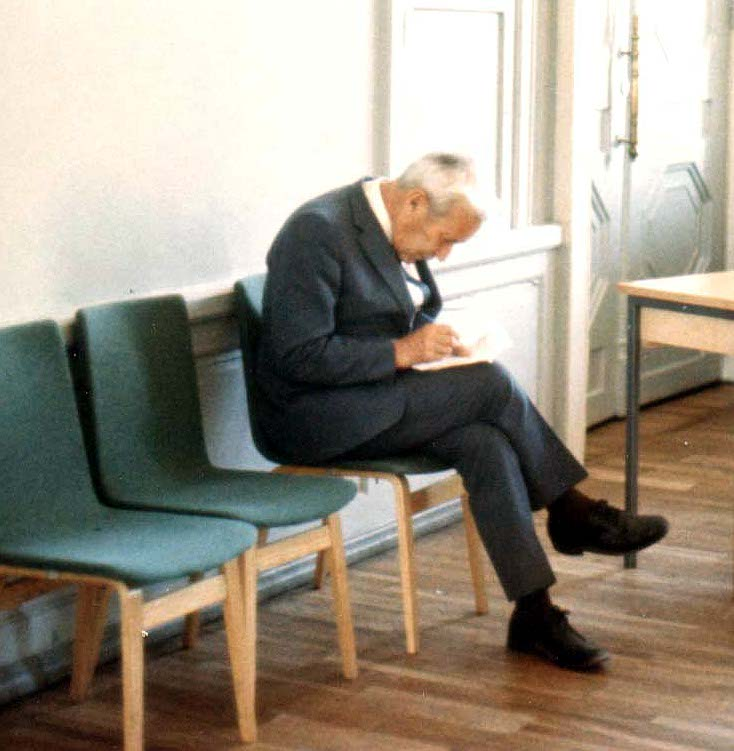
Kolmogórov preparando su charla en el Simposio soviético de teoría de la información (título no exacto) de 1973.

En su estudio de los procesos estocásticos (procesos al azar), en especial en los procesos de Márkov, Kolmogórov y el matemático británico Sydney Chapman desarrollaron de forma independiente el conjunto de ecuaciones fundamentales en el campo, las ecuaciones de Chapman-Kolmogórov.
Más tarde, cambió intereses de investigación a la zona de turbulencia, donde sus publicaciones a partir de 1941 tuvieron una influencia significativa en el campo. En la mecánica clásica, es conocido por el Teorema de Kolmogórov-Arnold-Moser (presentado por primera vez en 1954 en el Congreso Internacional de Matemáticos). En 1957 se resolvió el problema decimotercero de Hilbert (un trabajo conjunto con su estudiante Vladímir Arnold). Fue fundador de la teoría de la complejidad algorítmica, a menudo llamada teoría de la complejidad de Kolmogórov, que comenzó a desarrollar alrededor de este tiempo.
Se casó con Anna Dmítrievna Yegórova, amiga de la infancia, en 1942. Se aplicó una fuerte rutina de la enseñanza durante toda su vida, no sólo en el nivel universitario, sino también con niños más pequeños, ya que participó mucho en el desarrollo de una pedagogía para los niños superdotados, en la literatura y la música, así como en las matemáticas. En la Universidad Estatal de Moscú, ocupó diferentes posiciones, incluso la dirección de diversos departamentos: probabilidad, estadística, y los procesos de azar, la lógica matemática, y se desempeñó como decano de la Facultad de Mecánica y Matemáticas de Moscú.
En 1971, se unió a una expedición oceanográfica a bordo del buque de investigación Dmitri Mendeléyev. Escribió artículos para la Gran Enciclopedia Soviética. En sus últimos años dedicó gran parte de su esfuerzo a la relación matemática y filosofía entre la teoría de probabilidades en las zonas abstracta y aplicada.
Kolmogorov murió en Moscú en 1987 y sus restos fueron enterrados en el cementerio de Novodevichy.
Una cita atribuida a Kolmogorov es [traducida al español]: "Todo matemático cree que está por delante de los demás. La razón por la que ninguno declara esta creencia en público es porque son personas inteligentes".
Vladimir Arnold dijo una vez: "Kolmogorov - Poincaré - Gauss - Euler - Newton, son sólo cinco vidas las que nos separan de la fuente de nuestra ciencia."

## Honores
Recibió gran cantidad de honores de muchos países:
- En 1939 fue elegido miembro de la Academia Rusa de Ciencias.
- Recibió uno de los primeros premios del Estado en 1941.
- Premio Lenin en 1965.
- Orden de Lenin en seis ocasiones.
- Medalla Lobachevsky en 1987.

Fue reconocido por otras academias y sociedades, como: 
- Academia Rumana de Ciencias (1965),[14]
- Royal Statistical Society of London (1956),
- Academia alemana de las ciencias naturales Leopoldina (1959),[15]
- Academia Americana de las Artes y las Ciencias (1959),
- Sociedad Matemática de Londres (1959),
- Sociedad Filosófica Americana (1961),
- Instituto Indio de Estadística (1962),
- Real Academia de Artes y Ciencias de los Países Bajos (1963),[16]
- Royal Society de Londres (1964),
- Academia Nacional de los Estados Unidos (1967),
- Academia Francesa de las Ciencias (1968).

## Citas
Se le atribuye haber dicho:[cita requerida]

"Todo matemático cree que está por delante de todos los demás. La razón por la que no lo dicen en público es porque son gente inteligente".